# Kroger St. Jude International 2000 - Qualificazioni doppio
Le qualificazioni del doppio  del Kroger St. Jude International 2000 sono state un torneo di tennis preliminare per accedere alla fase finale della manifestazione. I vincitori dell'ultimo turno sono entrati di diritto nel tabellone principale. In caso di ritiro di uno o più giocatori aventi diritto a questi sono subentrati i lucky loser, ossia i giocatori che hanno perso nell'ultimo turno ma che avevano una classifica più alta rispetto agli altri partecipanti che avevano comunque perso nel turno finale.
Le qualificazioni del doppio del torneo Kroger St. Jude International 2000 prevedevano 4 coppie partecipanti di cui una è entrata nel tabellone principale.

## Teste di serie
1. Andrew Painter /  Byron Talbot (primo turno)

1. Julián Alonso /  Joan Balcells (Qualificati)

## Qualificati
1. Julián Alonso  /   Joan Balcells

## Tabellone

### Legenda
| - Q = Qualificato - WC = Wild card - LL = Lucky loser | - ALT = Alternate - SE = Special Exempt - PR = Protected Ranking | - w/o = Walkover - r = Ritirato - d = Squalificato |

|  | Primo turno | Primo turno                      | Primo turno                      | Primo turno | Primo turno |  |  | Ultimo turno | Ultimo turno                | Ultimo turno | Ultimo turno | Ultimo turno |  |
|  |             |                                  |                                  |             |             |  |  |              |                             |              |              |              |  |
|  |             | Ali Hamadeh Lorenzo Manta        | Ali Hamadeh Lorenzo Manta        | 7           | 6           |  |  |              |                             |              |              |              |  |
|  | 1           | Andrew Painter Byron Talbot      | Andrew Painter Byron Talbot      | 5           | 2           |  |  |              | Ali Hamadeh Lorenzo Manta   | 6            | 5            | 65           |  |
|  | 2           | Julián Alonso Joan Balcells      | Julián Alonso Joan Balcells      | 6           | 6           |  |  | 2            | Julián Alonso Joan Balcells | 3            | 7            | 7            |  |
|  |             | Cecil Mamiit Paradorn Srichaphan | Cecil Mamiit Paradorn Srichaphan | 4           | 3           |  |  |              |                             |              |              |              |  |